# Bricolons avec Madeleine
Albums de Patof
22 grands succès de Patof
(1975) Patof Rock
(1975)
Bricolons avec Madeleine est un album pour enfant de Madeleine Arbour, commercialisé en 1975.
Il s'agit du quatorzième album de la série Patof, il porte le numéro de catalogue PA 39310 (C 1089/90).
Madeleine Arbour anime une chronique bricolage dans la série télévisée québécoise pour enfants Patofville.

## Composition
Madeleine présente huit bricolages et interprète deux chansons originales, Avec les dix doigts et Bricolons.

## Titres
| 1. | Avec les dix doigts | Madeleine Arbour, Gilbert Chénier, Alain Jodoin | 2:12 |
| 2. | La tortue           | Madeleine Arbour                                | 2:26 |
| 3. | Le robot            | Madeleine Arbour                                | 2:53 |
| 4. | Le masque de Patof  | Madeleine Arbour                                | 2:29 |
| 5. | La plasticine       | Madeleine Arbour                                | 2:23 |

| 6.  | L'éléphant       | Madeleine Arbour                                | 2:08 |
| 7.  | La chambre       | Madeleine Arbour                                | 2:35 |
| 8.  | Le moulin à vent | Madeleine Arbour                                | 3:32 |
| 9.  | La murale        | Madeleine Arbour                                | 3:12 |
| 10. | Bricolons        | Madeleine Arbour, Gilbert Chénier, Alain Jodoin | 3:52 |

## Crédits
- Arr. Orch. : Denis Lepage
- Production : Yves Martin
- Promotion : Jean-Pierre Lecours
- Ingénieur : Pete Tessier
- Studio de son Québec
- Photo : Gilles Brousseau